# Ingeborg Engelhardt
Ingeborg Maria Engelhardt (* 10. Oktober 1904 in Posen; † 20. September 1990 in Lübeck) war eine deutsche Jugendbuchautorin und Schriftstellerin.
Ingeborg Engelhardt wurde 1904 in Posen geboren. Ab ihrem zehnten Lebensjahr lebte Engelhardt dann in Oberschlesien. Im Jahr 1924 siedelte sie mit ihrer Familie zunächst nach Berlin und später nach Schleswig-Holstein um, das sie von da an als ihre Heimat angesehen hat. Sie machte eine Ausbildung zur Gartenarchitektin. Den entsprechenden Beruf übte sie mit einigen Unterbrechungen von 1950 an etwa 25 Jahre lang freiberuflich aus; zuerst in Essen, hinterher in Altmölln.
Die Manuskripte erster schriftstellerischer Arbeiten Engelhardts – Märchen, Märchenspiele, Gedichte und einzelne Erzählungen – gingen ebenfalls durch die Einwirkung des Krieges verloren. In den Nachkriegsjahren begann sie damit, ihre schriftstellerische Tätigkeit zu intensivieren. 1950 wurde dann ihr Kinderbuch Die drei Silberknöpfe erstmals verlegt. In den 50er, 60er und 70er Jahren publizierte Engelhardt unter anderem die Erzählungen Ein Schiff nach Grönland (1959), Im Schatten des Staufers (1962), Dunkles Glas und Fisch in der Lampe (1963), Fünf gegen Christian Budde (1963), … weil ich Gefahr bestand (1966), Der Ruf des Spielmanns (1977) und Sturmläuten über dem Abendland (1978). Eine Ausgabe der Erzählung Hexen in der Stadt (1971) – ihr größter kommerzieller Erfolg – erschien 1979 einmal unter dem Titel Fackeln vor Tag. Wie mehrere ihrer Bücher schaffte es auch das letztere Werk auf die Auswahlliste zum Deutschen Jugendbuchpreis (mittlerweile Deutscher Jugendliteraturpreis) sowie auf die Ehrenliste zum Hans-Christian-Andersen-Preis. Und bereits 1963 war Ein Schiff nach Grönland bei der Verleihung des Deutschen Jugendbuchpreises mit dem Sonderpreis »Geschichte im Kinder- und Jugendbuch« ausgezeichnet worden. Etliche der Bücher Engelhardts erfuhren bis in die 90er Jahre eine Vielzahl von Auflagen, meist im Deutschen Taschenbuch Verlag.
Im Jahr 1980 wurde Engelhardt der Kulturpreis der Stiftung Herzogtum Lauenburg für ihr Gesamtwerk und ihre Zugehörigkeit zur ersten Generation von Kinder- und Jugendbuchautoren nach dem Zweiten Weltkrieg verliehen.
Im September 1990 verstarb Ingeborg Engelhardt in Lübeck.
Mit ihren historischen Romanen verfolgte sie die literarisch-pädagogische Absicht, geschichtliche Schicksale und Menschen in bestimmten Konfliktsituationen darzustellen. Dabei war es eine ihrer Methoden, Kindern und Jugendlichen den Zugang zur überlieferten, realen Geschichte auch durch erfundene Gestalten und Vorgänge zu erleichtern. So kreierte die Autorin gerne Romanfiguren, die eher im Schatten der berühmten, ohnehin schon öfter behandelten historischen Persönlichkeiten standen. Um ihre Romane authentisch und anschaulich gestalten zu können, war für Engelhardt eine kritische Sichtung der Quellensituation und die Erkundung der jeweiligen Heimatgeschichte obligatorisch; zudem hat sie nicht wenige Handlungsstätten ihrer Erzählungen eigens bereist. So kommt es, dass in ihren Büchern, bei aller reich entfalteten Phantasie, außer den allgemeinen historiographischen Fakten oftmals auch die kulturellen und sozialen Details des historischen Alltags recht stimmig sind. In diesem Sinne waren die bevorzugten Themen von Ingeborg Engelhardt die mittelalterliche Besiedelung Grönlands durch norwegisch-isländische Wikinger, der Niedergang des Geschlechts der Hohenstaufen, die Hexenverfolgungen der Umbruchepoche vom Mittelalter zur Frühen Neuzeit sowie die Geschichte Ostpreußens.
Erst in den 90er Jahren, mit dem schwindenden gesellschaftlichen Interesse an traditionellen historischen Inhalten und der beginnenden Krise der Jugendbuchkultur, gingen auch die Verkaufszahlen von Engelhardts Schriftgut zurück. Für Hexen in der Stadt konnte jedoch im Zuge der zunehmenden Beachtung der historischen Hexenverfolgungen und von metaphysischen Stoffen im Allgemeinen ein Zuwachs an Beliebtheit verzeichnet werden (28 Auflagen bis 2006), nun allerdings eher bei Erwachsenen. Für diesen Roman hatte Engelhardt einst in Würzburger Archiven recherchiert – Würzburg und dessen Umgegend war zwischen 1616 und 1630 der Schauplatz einer der größten Prozesswellen gegen vermeintliche Hexen und Zaubereiverbrecher überhaupt gewesen. Für die Figur des Hexenbeichtvaters Friedrich stand der historische Jesuitenpater und Barock-Lyriker Friedrich Spee von Langenfeld Pate, der 1631 die Cautio Criminalis, eine der bedeutendsten Schriften gegen die unbarmherzigen Hexereitribunale, anonym veröffentlicht hatte.

## Werke
- Die drei Silberknöpfe, 1950
- Ein Schiff nach Grönland, 1959
- Im Schatten des Staufers, 1962
- Die Fremden in der Jagdhütte, 1963
- Dunkles Glas und Fisch in der Lampe, 1963
- fünf gegen Christian Budde, 1963
- ...weil ich 'Gefahr bestand, 1966
- Hexen in der Stadt, 1971
- Der Ruf des Spielmanns, 1977
- Sturmläuten über dem Abendland, 1978